# Canticum triumphale
Das Canticum triumphale (lat.: Triumphlied), auch nach seinen Anfangsworten Cum rex gloriae benannt, ist eine Antiphon, die zur Liturgie des Osterfests gehörte und während der Prozession angestimmt wurde.

## Text
Cum rex gloriae Christus infernum debellaturus intraret

et chorus angelicus ante faciem ejus portas principum tolli praeciperet,

sanctorum populus qui tenebatur in morte captivus voce lacrimabili clamaverat:

Advenisti desiderabilis quem expectabamus in tenebris,

ut educeres hac nocte vinculatos de claustris:

Te nostra vocabant suspiria, te larga requirebant lamenta,

tu factus es spes desperatis, magna consolatio in tormentis.

Alleluia.

### Übersetzung
Als Christus, der König der Ehren die Unterwelt betrat, um sie niederzukämpfen,

und der Chor der Engel vor seinem Antlitz die Pforten der Fürsten zu heben gebot,

da rief das Volk der Heiligen, das im Tode gefangen gehalten wurde, mit zu Tränen rührender Stimme:

Gekommen bist du, Ersehnter, auf den wir in der Finsternis warteten,

damit du uns, die wir gefesselt sind, in dieser Nacht aus dem Kerker herausführst:

Dich riefen immer unsere Seufzer, dich erflehten unsere reichen Klagen,

du wurdest zur Hoffnung den Verzweifelten, ein großer Trost in den Qualen.

Halleluja.
Vermutlich geht der Text auf eine Predigt zurück, die traditionell Augustinus von Hippo zugeschrieben wurde, aber vermutlich von Hieronymus stammt. Von Bedeutung ist der Text vor allem, weil er zum Standardrepertoire der mittelalterlichen Osterspiele gehört und vielfach in Osterdarstellungen, etwa in der Biblia Pauperum,  zitiert wird.
Die Antiphon beschreibt, wie die Menge der Heiligen, die im Tode gefangen gehalten waren, bei der Ankunft Jesu im Reich des Todes unter Freudentränen einen Gesang anstimmen und ihn als ihren Erlöser willkommen heißen.